# Convento de Nossa Senhora do Carmo (Lagoa)
O Convento de Nossa Senhora do Carmo (originalmente: Convento de Nossa Senhora do Socorro), também referido como Igreja e Convento do Carmo, é um antigo convento de clausura de frades carmelitas localizado na atual freguesia de Lagoa e Carvoeiro, no Município de Lagoa, na região do Algarve, em Portugal.

## História
Fundado em 1550 por Pedro Fernando, escrivão da Câmara da Rainha D. Catarina, o Convento de Nossa Senhora do Carmo fica situado a cerca de um quilómetro a E-SE da cidade de Lagoa, no Algarve. Durante muitos anos foi convento de frades Carmelitas da Antiga Observância, mas aquando da extinção das ordens religiosas, os religiosos da Ordem do Carmo abandonaram este espaço, ficando o mesmo entregue a entidades particulares.
O Convento de Nossa Senhora do Carmo ficou em ruínas desde o terramoto de 1755, tendo sofrido, no entanto, anos mais tarde, uma recuperação por parte dos proprietários, a família Cabrita. Posteriormente, já no século XX, chegaram inclusive a ser celebradas missas na capela do Convento, celebrando-se também uma festa anual, com procissão, em honra de Nossa Senhora de Fátima.
Recentemente, no final da segunda década do século XXI, foi parcialmente restaurado e aberto ao público.
Passa muito próxima ao Convento de Nossa Senhora do Carmo a Estrada Nacional 125, uma das mais importantes vias rodoviárias do Algarve, o que permite aos turistas conhecerem mais de perto este monumento que constitui uma peça invulgar da arquitectura sacra portuguesa.